# HK P9S半自動手槍
HK P9S是一款由西德黑克勒&科赫所研製和生產的半自動手槍，其最大特色是來自其前身HK P9的滾軸延遲反衝式系統和現在HK的常見設計之一的多邊形膛線型設計槍管，發射9×19毫米、.45 ACP及7.65×21毫米（向意大利銷售）這三種口徑的手枪子彈。
儘管它和先前的P9的不同之處就是P9S是一枝傳統的雙動操作手槍，不過P9和P9S的各個部件可以共用，例如擊錘和擊錘前面的膛室。

## 概述
該槍設計上使用的是滾輪延遲反沖式槍機，槍身大量零件由壓鑄钢板覆蓋了聚合物製造，而壓鑄鋼亦包含了大量於內部需要精密加工的零件，例如多邊形膛線型設計的槍管。位置較高的固定瞄準具分別是兩個紅色的長方形的缺口式後照門和白色線條的可調節的刀片式前準星。垂直歸零是通過配件以調整前準星的不同高度。美國海軍所採用的P9S還可於槍口裝上消聲器。由于這個時期的消聲器的直径比起現在的較大，經常出現P9S的瞄準具的視線被阻擋了而無法使用的情況，因此在消聲器上都要加裝了簡易瞄準具。P9S的固定槍管使得全槍就算在裝上了消聲器以下仍然可以正常地操作，而無需要很像很多源於白朗寧所想出的傾斜式閉鎖槍管設計的手槍那樣要再裝上後坐力增強裝置以增加槍口質量和補償機械運動才能安裝消聲器，或是裝上套筒鎖以在使用消聲器時使套筒保持閉鎖狀態而需要手動拋殼和上膛。

## 操作特徵
這種武器的彈匣釋放按鈕的位置是在扳機護環的後部。它以單／雙動操作扳機射擊，而待擊解脱桿的位置是在握把的左側，在擊錘已經拉起時可手動解脫單動射擊時擊鎚首發的待擊狀態以扳起扳機。擊錘是隱藏在套筒內部的擊針後部，以指示擊錘是否已經拉起。而手動保險桿設於套筒的左後方。

## 使用國
| 國家         | 組織名稱                               |
| ------------ | -------------------------------------- |
| 阿根廷       | 阿根廷軍隊（P9S）                      |
| 西德         | 聯邦邊防衛隊第九守備隊、薩爾國家警察   |
| 希腊         | 希臘武裝部隊（EP9S的衍生型）           |
| 日本         | 特別武裝警察部隊（特殊急襲部隊的前身） |
| 马来西亚     | 马来西亚武装部队、马来西亚皇家警察     |
| 墨西哥       | 墨西哥武裝部隊                         |
| 荷蘭         | 特殊保護任務大隊                       |
| 巴拉圭       | [ 2 ]                                  |
| 沙烏地阿拉伯 | [ 2 ]                                  |
| 西班牙       | 西班牙國家警察部隊特別行動組（P9S）    |
| 苏丹         | [ 2 ]                                  |
| 美国         | 美國海軍                               |

## 資料來源

## 外部連結
- （英文）—Modern Firearms—Heckler-Koch P9S pistol（页面存档备份，存于）
- （英文）—Remtek—P9S（页面存档备份，存于）
- （英文）—HKPRO—P9S（页面存档备份，存于）
- （英文）—Military, Security and Civilian Guns and Equipment—Heckler & Koch HK P9（页面存档备份，存于）
- （英文）—The Firearm Blog.com—Book Review: Guns of the Special Forces 2001-2015（页面存档备份，存于）
- （俄文）—Энциклопедия Вооружений－Хеклер Кох П9 С (Heckler&Koch P9 S)（页面存档备份，存于）
- （简体中文）—D Boy Gun World（槍炮世界）—P9S 半自动手枪（页面存档备份，存于）
- （简体中文）—中国论文网—科技论文发表—原创：德国P9S 0.45英寸手枪写真（页面存档备份，存于）
- （繁體中文）—Civilian Gunner—H&K P9（页面存档备份，存于）